# Paul Durkin
Paul Durkin (Portland sziget, Dorset, 1955. augusztus 15. –) angol nemzetközi labdarúgó-játékvezető.

## Pályafutása

### Nemzeti játékvezetés
A játékvezetői vizsgát 1987-ben tette le. A küldési gyakorlat szerint rendszeres 4. bírói szolgálatot végzett. 1992-ben lett az I. Liga játékvezetője. Kiváló felkészültségét – fizikai és szellemi – elismerve az Angol JB engedélyezte, hogy a FIFA 45 éves korhatárán túl a nemzeti élvonalban tovább tevékenykedjen. Kora egyik legszigorúbb játékvezetőjének tartják. A nemzeti játékvezetéstől 2004-ben vonult vissza. Első ligás mérkőzéseinek száma: 168.

#### Nemzeti kupamérkőzések
Vezetett kupadöntők száma: 2.

##### FA-kupa
| Időpont         | Helyszín                | Mérkőzés típusa | Mérkőzés                       | Eredmény | Nézők száma |
| --------------- | ----------------------- | --------------- | ------------------------------ | -------- | ----------- |
| 1998. május 16. | Wembley Stadion, London | döntő           | Arsenal FC–Newcastle United FC | 2 : 0    | 79 183      |

##### Carling Cup
A kupa eredeti neve Liga Kupa, az aktuális támogató tiszteletére Carling Kupa elnevezéssel bír.
| Időpont          | Helyszín                    | Mérkőzés típusa | Mérkőzés                          | Eredmény | Nézők száma |
| ---------------- | --------------------------- | --------------- | --------------------------------- | -------- | ----------- |
| 2003. március 2. | Millennium Stadion, Cardiff | döntő           | Liverpool FC–Manchester United FC | 2 : 0    | 72 000      |

### Nemzetközi játékvezetés
Az Angol labdarúgó-szövetség Játékvezető Bizottsága (JB) terjesztette fel nemzetközi játékvezetőnek, a Nemzetközi Labdarúgó-szövetség (FIFA) 1994-től tartotta nyilván bírói keretében. A FIFA JB központi nyelvei közül a angolt beszéli. Több nemzetek közötti válogatott és klubmérkőzést vezetett, vagy működő társának 4. bíróként segített. Az angol nemzetközi játékvezetők rangsorában, a világbajnokság-Európa-bajnokság sorrendjében többedmagával a 13. helyet foglalja el 7 találkozó szolgálatával. A nemzetközi labdarúgó játékvezetéstől, a FIFA 45 éves korhatárát elérve 2001-ben vonult vissza. Válogatott mérkőzéseinek száma: 10.

#### Labdarúgó-világbajnokság
A világbajnoki döntőhöz vezető úton Franciaországba a XVI., az 1998-as labdarúgó-világbajnokságra és Dél-Koreába és Japánba a XVII., a 2002-es labdarúgó-világbajnokságra a FIFA JB bíróként alkalmazta. Selejtező mérkőzéseket az UEFA zónában vezetett. Világbajnokságon vezetett mérkőzéseinek száma: 1.

##### 1998-as labdarúgó-világbajnokság

###### Selejtező mérkőzés
| Időpont          | Helyszín                   | Mérkőzés típusa           | Mérkőzés               | Eredmény | Nézők száma |
| ---------------- | -------------------------- | ------------------------- | ---------------------- | -------- | ----------- |
| 1996. október 9. | Parken Stadion, Koppenhága | előselejtező (7. csoport) | Dánia–Görögország      | 2 : 1    | 40 262      |
| 1997. április 2. | Poljud Stadion, Split      | előselejtező (4. csoport) | Horvátország–Szlovénia | 3 : 3    | 15 000      |

###### Világbajnoki mérkőzés
| Időpont          | Helyszín                | Mérkőzés típusa              | Mérkőzés             | Eredmény | Nézők száma |
| ---------------- | ----------------------- | ---------------------------- | -------------------- | -------- | ----------- |
| 1998. június 23. | Francia Stadion, Párizs | csoportmérkőzés (B. csoport) | Olaszország–Ausztria | 2 : 1    | 80 000      |

##### 2002-es labdarúgó-világbajnokság

###### Selejtező mérkőzés
| Időpont           | Helyszín                    | Mérkőzés típusa           | Mérkőzés        | Eredmény | Nézők száma |
| ----------------- | --------------------------- | ------------------------- | --------------- | -------- | ----------- |
| 2000. október 11. | Bežigrad Stadion, Ljubljana | előselejtező (7. csoport) | Szlovénia–Svájc | 2 : 2    | 6 650       |

#### Labdarúgó-Európa-bajnokság
Az európai-labdarúgó torna döntőjéhez vezető úton Angliába a X., az 1996-os labdarúgó-Európa-bajnokságra és Belgiumba és Hollandiába a XI., a 2000-es labdarúgó-Európa-bajnokságra az UEFA JB játékvezetőként foglalkoztatta.

##### 1996-os labdarúgó-Európa-bajnokság
Befejezte a Franciaország–Bulgária csoporttalálkozó irányítását. A találkozóra 4. (tartalék) játékvezetőnek jelölték, Dermot Gallagher a hivatalos játékvezető a 28. percben megsérült és át kellett vennie a találkozó irányítását.

###### Selejtező mérkőzés
| Időpont           | Helyszín                         | Mérkőzés típusa           | Mérkőzés                   | Eredmény | Nézők száma |
| ----------------- | -------------------------------- | ------------------------- | -------------------------- | -------- | ----------- |
| 1995. június 1.   | Kadriorg Stadion, Tallinn        | előselejtező (4. csoport) | Észtország–Szlovénia       | 1 : 3    | 1 100       |
| 1995. október 11. | Josy Barthel Stadion, Luxembourg | előselejtező (5. csoport) | Luxemburg–Fehéroroszország | 0 : 0    | 4 200       |

###### Európa-bajnoki mérkőzés
| Időpont          | Helyszín                          | Mérkőzés típusa        | Mérkőzés               | Eredmény | Nézők száma |
| ---------------- | --------------------------------- | ---------------------- | ---------------------- | -------- | ----------- |
| 1996. június 18. | St James' Park Stadion, Newcastle | selejtező (B. csoport) | Franciaország–Bulgária | 3 : 1    | 26 976      |

##### 2000-es labdarúgó-Európa-bajnokság

###### Selejtező mérkőzés
| Időpont         | Helyszín                     | Mérkőzés típusa           | Mérkőzés                  | Eredmény | Nézők száma |
| --------------- | ---------------------------- | ------------------------- | ------------------------- | -------- | ----------- |
| 1999. június 5. | Francia Stadion, Saint-Denis | előselejtező (4. csoport) | Franciaország–Oroszország | 2 : 3    | 78 288      |

#### Nemzetközi kupamérkőzések

##### UEFA-bajnokok ligája
| Időpont           | Helyszín                    | Mérkőzés típusa        | Mérkőzés                       | Eredmény | Nézők száma |
| ----------------- | --------------------------- | ---------------------- | ------------------------------ | -------- | ----------- |
| 1995. november 1. | Üllői úti Stadion, Budapest | selejtező (D. csoport) | Ferencvárosi TC–Real Madrid CF | 1 : 1    | 18 000      |

## Sportvezetőként
Az aktív pályafutást befejezve az Angol JB-nél játékvezető ellenőrként tevékenykedik.

## Szakmai sikerek
Az IFFHS (International Federation of Football History & Statistics) 1987-2011 évadokról tartott nemzetközi szavazásán 151 játékvezető besorolásával minden idők 74, legjobb bírójának rangsorolta. A 2008-as szavazáshoz képest változatlan pozícióban maradt.